# Liste der Naturdenkmale im Amt Gadebusch
Die Liste der Naturdenkmale im Amt Gadebusch nennt die im Amt Gadebusch im Landkreis Nordwestmecklenburg in Mecklenburg-Vorpommern gelegenen Naturdenkmale.

## Naturdenkmale
| Bild | Nr.     | Bezeichnung | Standort                                                               | Beschreibung                        | Schutzzweck | Verordnung |
| ---- | ------- | ----------- | ---------------------------------------------------------------------- | ----------------------------------- | ----------- | ---------- |
| BW   | NWM 261 | Stiel-Eiche | Dragun Vietlübbe Kirche (53° 42′ 37,8″ N, 11° 11′ 57,1″ O)             |                                     |             |            |
| BW   | NWM 262 | Stiel-Eiche | Dragun Vietlübbe Kirche (53° 42′ 37,8″ N, 11° 11′ 57,1″ O)             |                                     |             |            |
| BW   | NWM 263 | Stiel-Eiche | Dragun Vietlübbe Kirche (53° 42′ 37,8″ N, 11° 11′ 57,1″ O)             |                                     |             |            |
| BW   | NWM 297 | Stiel-Eiche | Gadebusch Am Volkspark 2 (53° 42′ 20,3″ N, 11° 7′ 23,1″ O)             |                                     |             |            |
| BW   | NWM 209 | Stiel-Eiche | Gadebusch Klein Hundorf im Radegasttal (53° 43′ 50,9″ N, 11° 4′ 30″ O) | (nur Lage des Flurstücks angegeben) |             |            |
| BW   | NWM 210 | Stiel-Eiche | Gadebusch Klein Hundorf im Radegasttal (53° 43′ 50,9″ N, 11° 4′ 30″ O) | (nur Lage des Flurstücks angegeben) |             |            |
| BW   | NWM 211 | Stiel-Eiche | Gadebusch Klein Hundorf im Radegasttal (53° 43′ 50,9″ N, 11° 4′ 30″ O) | (nur Lage des Flurstücks angegeben) |             |            |
| BW   | NWM 212 | Stiel-Eiche | Gadebusch Klein Hundorf im Radegasttal (53° 43′ 50,9″ N, 11° 4′ 30″ O) | (nur Lage des Flurstücks angegeben) |             |            |
| BW   | NWM 213 | Stiel-Eiche | Gadebusch Klein Hundorf im Radegasttal (53° 43′ 50,9″ N, 11° 4′ 30″ O) | (nur Lage des Flurstücks angegeben) |             |            |

## Flächennaturdenkmale
| Bild                                    | Nr.     | Bezeichnung                               | Standort                                           | Beschreibung | Schutzzweck | Verordnung                                                         |
| --------------------------------------- | ------- | ----------------------------------------- | -------------------------------------------------- | --- | ----------- | ------------------------------------------------------------------ |
| BW                                      | NWM 002 | Restpark „Henningshof“                    | Dragun (53° 42′ 7,9″ N, 11° 13′ 20,6″ O)           | Park mit vielseitigem Baumbestand. Der gesamte Baumbestand ist geschützt. |             | Beschluss des Rates des Kreises Gadebusch Nr. 34/79 vom 12.04.1979 |
| BW                                      | NWM 003 | Burgsee                                   | Gadebusch (53° 42′ 9″ N, 11° 7′ 15,6″ O)           | In Verlandung begriffener See, dessen offenen Wasserflächen zu erhalten sind. |             | Beschluss des Rates des Kreises Gadebusch Nr. 34/79 vom 12.04.1979 |
| Direkt Bild zu diesem Denkmal hochladen | NWM 006 | Mühlenteich                               | Gadebusch ()                                       | Stauteich für eine Wassermühle, in den Stadtpark einbezogen. |             | Beschluss des Rates des Kreises Gadebusch Nr. 34/79 vom 12.04.1979 |
| BW                                      | NWM 038 | Schachblumenvorkommnis LPG (P) Roggendorf | Gadebusch Ganzow (53° 41′ 15,9″ N, 11° 2′ 47,4″ O) | ehemals Vorkommen von Schachblumen. Gemäß der zuständigen Naturschutzbehörde, dem Amt für das Biosphärenreservat Schaalsee (5/2011) bietet dieses FND keinen Lebensraum für die Schachblume mehr. Fläche 0,54 ha. |             | Beschluss des Rates des Kreises Gadebusch Nr. 34/79 vom 12.04.1979 |